# Gueberschwihr
Gueberschwihr (Gawerschwihr in alemanno, Geberschweier in tedesco) è un comune francese di 859 abitanti situato nel dipartimento dell'Alto Reno nella regione del Grand Est.

## Società

### Evoluzione demografica
Abitanti censiti